# Kavčiny (hrad)
Kavčiny byl hrad, který stával v katastru obce Kacanovy nedaleko hradu Valdštejn v dnešním okrese Semily.

## Historie
Hrad pravděpodobně vznikl jako předsunuté opevnění hradu Valdštejn a střežil přístup od jihu. Kdo a kdy Kavčiny založil není známo. Jediná písemná zmínka pochází z roku 1440, kdy byly oba hrady (tedy i Valdštejn) dobyty zemskou hotovostí pod vedením Jetřicha z Miletínka. Tehdy pravděpodobně byl v rukou loupežníků a je pravděpodobné, že poté již nebyl obnoven a zanikl.

## Podoba
Hrad se nacházel zhruba 1½ km východoseverovýchodně od Kacanov, na třech blocích úzké ostrožny. Podle dochovaných stop byl vystavěn hlavně ze dřeva. Využito byla také skalní podloží, do které se vysekalo podvalí hlavní stavby a několik světniček. Dnes sem nevede žádná cesta, v minulosti byl přístupný z údolí říčky Žehrovky.

## Dostupnost
Přímo ke hradu žádná turistická značka nevede, nicméně v okolí jich je několik. V blízkosti prochází červená značka od hradu Valdštejn na zámek Hrubá Skála, zelená turistická značka taktéž od hradu Valdštejn, ale pokračující na Radeč. A dále modře značená turistická stezka od Kopicova statku ku hradu Čertova ruka. Okolo vede také trasa NS Hruboskalsko.